# Bathysquilla
Bathysquilla — рід ротоногих ракоподібних родини Bathysquillidae. Включає 2 види.

## Опис
Дорсальна (верхня) сторона тіла груба і покрита горбками, екзопод (зовнішня гілка) уропода (шостого придатка черевного сегмента) повністю зчленований, а тельсон (кінцевий сегмент) ширший, ніж довший. П'ятий сегмент черева не має спрямованого дозаду серединного хребта.

## Види
Класифікація згідно з сайтом World Register of Marine Species:
- Рід Bathysquilla Manning, 1963
  - Bathysquilla crassispinosa (Fukuda, 1909)
  - Bathysquilla microps (Manning, 1961)